# ليسوم ريدلي
ليسوم ريدلي (الاسم العلمي: Illicium ridleyanum) هو نوع نباتي يتبع جنس الليسوم من فصيلة الشزندرية.